# La Santa Espina (sardana)
La Santa Espina es una sardana escrita por Ángel Guimerá con música de Enric Morera. Se estrenó el 19 de enero de 1907 en el Teatro Principal de Barcelona.
Durante la dictadura de Primo de Rivera, el 5 de septiembre de 1924, el general Carlos de Lossada, gobernador civil de Barcelona, difundió la siguiente circular prohibiéndola:

Habiendo llegado a este Gobierno Civil, en forma que no deja lugar a dudas, que determinados elementos han convertido la sardana "La Santa Espina" en himno representativo de odiosas ideas y criminales aspiraciones, escuchando su música con el respeto y reverencia que se tributan a los himnos nacionales, he acordado prohibir que se toque y cante la mencionada sardana en la vía pública, salas de espectáculos y sociedades y en las romerías o reuniones campestres, previniendo a los infractores de esta orden que procederé a su castigo con todo rigor.
General Lossada, 5 de septiembre de 1924

Fue prohibida también en la primera parte de la Dictadura de Francisco Franco. Posteriormente ya se autorizó, apareciendo en una película española de 1960 Amor bajo cero, y la artista Salomé la cantó con su letra en 1971. 
La pieza, fue interpretada en enero de 1983 por la Guardia Real en un concierto celebrado en el acuartelamiento de El Pardo, con ocasión de una parada militar dedicada a las comisiones de Defensa del Congreso y del Senado, presidida por Narcís Serra, ministro de Defensa de la época.

## Letra
| Versión en catalán | Versión en castellano |
| --- | --- |

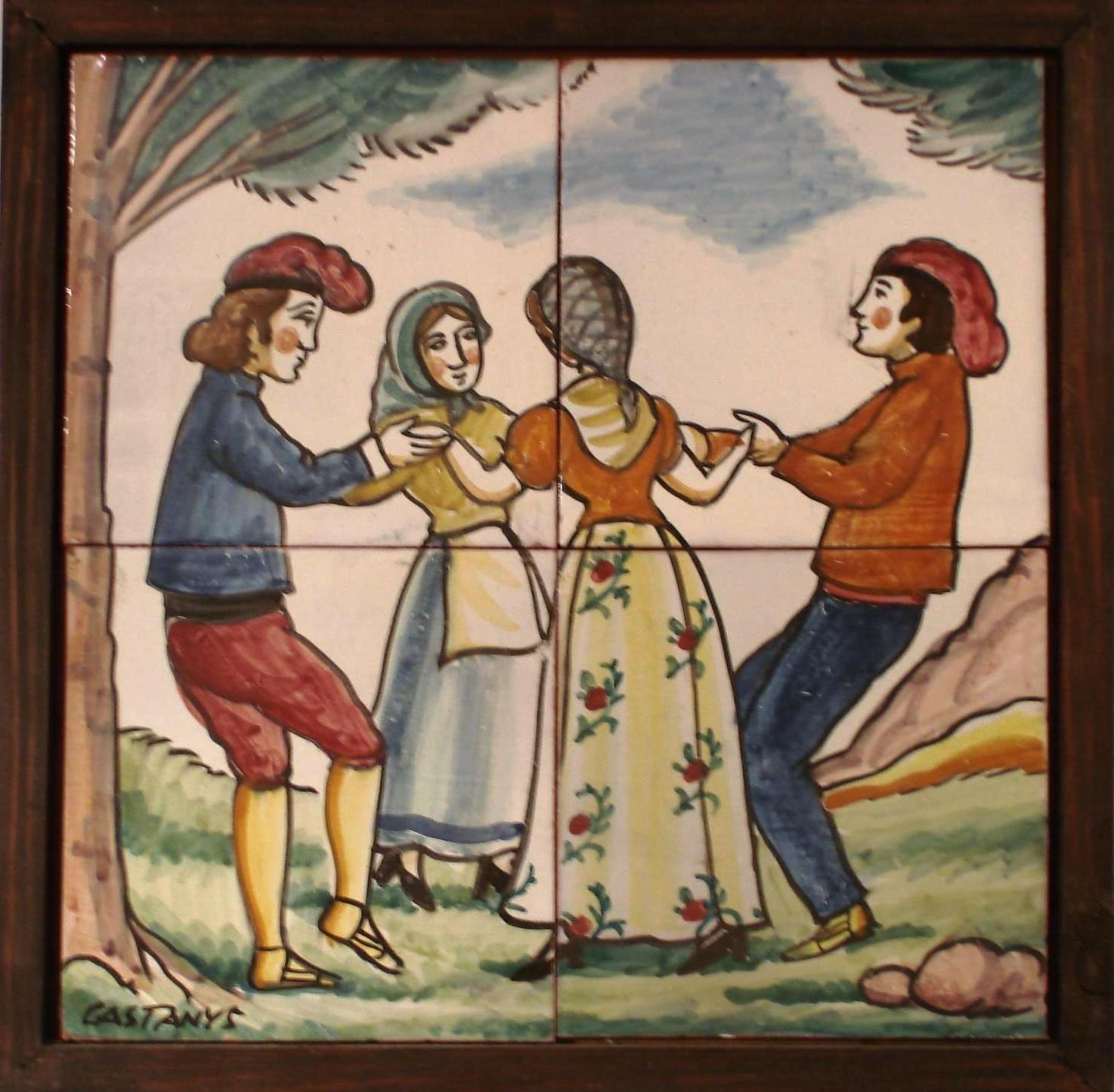
Baldosas representando una sardana

| Som i serem gent catalana tant si es vol com si no es vol, que no hi ha terra més ufana sota la capa del sol. Déu va passar-hi en primavera i tot cantava al seu pas. Canta la terra encara entera, i canta que cantaràs. Canta l'ocell, lo riu, la planta canten la lluna i el sol. I tot treballant la dona canta, i canta al peu del bressol. I canta a dintre de la terra el passat ja mai passat, i jorns i nits, de serra en serra, com tot canta al Montserrat. Som i serem gent catalana tant si es vol com si no es vol, que no hi ha terra més ufana sota la capa del sol. | Somos y seremos gente catalana tanto si se quiere como si no que no hay tierra más ufana bajo la capa del sol. Dios pasó en primavera, y todo cantaba a su paso. Canta la tierra todavía entera, y canta que cantarás. Canta el pájaro, el río, la planta, cantan la luna y el sol. Y mientras trabaja la mujer canta, y canta al pie de la cuna, Y canta dentro de la tierra el pasado ya nunca pasado, y días y noches, de sierra en sierra, como todo canta al Montserrat. Somos y seremos gente catalana tanto si se quiere como si no que no hay tierra más ufana bajo la capa del sol. |